# ريتشارد ك. ديفيس
ريتشارد ك. ديفيس (بالإنجليزية: Richard K. Davis) هو رائد أعمال أمريكي، ولد في 1962.

## وصلات خارجية
- ريتشارد ك. ديفيس على موقع إن إن دي بي (الإنجليزية)